# Jaroslav Šimíček (hudebník)
Jaroslav Šimíček (* 6. prosince 1962) je jazzový kontrabasista, skladatel a aranžér.

## Život
Narodil se 6.prosince 1962 v Olomouci.
Po základní škole v ulici Polská v Ostravě - Porubě vystudoval Gymnázium Hladnov (Jízdárenská) v Ostravě. V roce 1987 absolvoval Pedagogickou fakultu Ostravě - obor ČJ a Hudební výchova.

Po vojně v AUS VN v Praze se v roce 1988 stěhuje do Prahy, kde působí dodnes.

## Dílo
Založil první kapelu Jazzová Laboratoř během studia na Ostravské univerzitě (český jazyk/hudební obor) a kurzů jazzové praxe u Karla Velebného. Během studií také působil jako baskytarista v souboru Richarda Kroczka Mikro. Po vojenské službě v AUS VN (1988) získal první profesionální angažmá ve Framus Five (Framus 5 Michala Prokopa) a poté v Binder-Konrád Blues Band. Dále spolupracoval jako kontrabasista s mnoha českými jazzovými trii (např. Vojtěch Eckert Trio), kvartety (např. Julius Baroš Quartet) nebo kvintety a zpěváky (Petra Ernyei, Renu Gidoomal). Také vedl kapelu Orchestru sester Havelkových (1996-2013) a pro soubor vytvořil pře sto aranžmá a a natočil 5 CD. Poté se podílel na projektech jako Nedaba (Tomáš Sýkora), Jan Štolba Quartet, Vlastimil Třešňák Temporary Quintet.
Jaroslav Šimíček začal skládat v 80. letech pro Jazz Laboratory. V 90. letech hudební skladby pro divadla a zhudebnění textů Petra Motýla. Prvními původními alby jsou „Hudba z Paneláku" (2003), „Orinich Mamirach" (2006), „Mloci a Čolci a jiné písně" (2008) - všechna samostatně vydaná.
Jaroslav Šimíček Quartet (s Radkem Zapadlem (tenorsaxofon), Matějem Benkem (klavír), Tomášem Hobzekem (bicí)) debutuje albem „Cesta domů“, které vydalo nakladatelství Arta Records v roce 2009.
V roce 2012 vydalo nakladatelství Arta Records album „Ať rosa z nebes sestoupí“ - vánoční písně složené na básně Petra Motýla v podání orchestru wrgha Powu Orchestra Tomáše Sýkory.
V roce 2014 založil vokální trio Prime Time Voice, kde zároveň hraje na kontrabas. Šimíček pro kapelu aranžuje a skládá hudbu na texty své ženy Dany Šimíčkové. Prvním albem Prime Time Voice je „Live“ (2014) v živém koncertním provedení a druhým studiovým albem „Lazy Afternoon“ (2016) - obě vydané nakladatelstvím Arta Records.  
Druhé album Jaroslava Šimíčka Quartet je „Quintet" (2017) (ve složení David Fárek (sopranosax, tenorsax), Osian Roberts (tenorsax), Vít Pospíšil (klavír), Dušan Černák (bicí)) vydané Arta Records.
Dalším albem je komorní hudba mezi žánry komorní hudby, jazzu a dětské hudby - „Putování zemí Ra" (2019) vydané nakladatelstvím Galén.
Zatím posledním albem je opět autorské album „My Secret Movies" (2022), které také sám na různé nástroje natočil a vydal vlastním nákladem.